# Катей
Катей (凯祯) — японська назва епохи після Бунряку та до Рякуніна. Цей період охоплював роки з вересня 1235 по листопад 1238.  Правлячий імператор був Shijō-tennō (Чотири імператори).